# Oxira stenoptera
Oxira stenoptera là một loài bướm đêm trong họ Noctuidae.